# Retrogaming

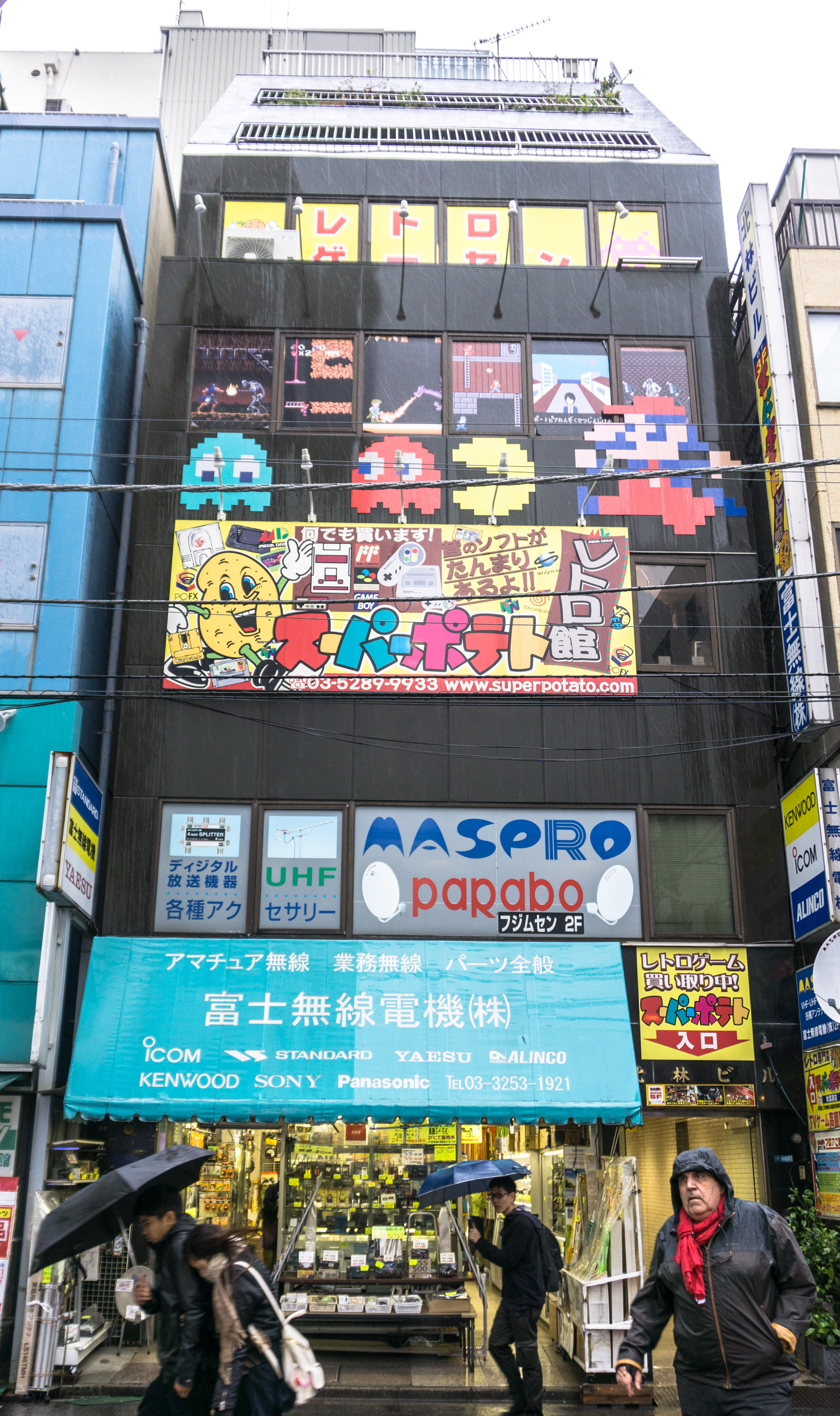
Akihabara - Super Potato Retro Game Shop, em Tóquio, Japão

Retrogaming (em português, jogos retro) é um movimento relacionado com o coleccionar ou jogar, videojogos do passado, normalmente derivados de sistemas antigos, tanto de computadores e consolas, como de máquinas de arcade. Estes jogos são executados no hardware original, no hardware moderno ou via portes e compilações.
Em relação aos jogos, estes são conhecidos como retro games, classic games ou old school games. Retrogaming é muitas vezes relacionado (não sendo a mesma coisa) com o indie gaming (jogos que não são publicados por qualquer editora convencional). Adicionalmente, o termo "old school" pode ser aplicado a um jogo novo com características similares aos jogos antigos, tal como a designação "old school RPGs".
Os participantes deste movimento são normalmente conhecidos na Europa como retro gamers, enquanto nos EUA são designados através dos termos classic gamers, ou old school gamers.
Retrogaming e retrocomputação foram descritos como atividade de preservação e como aspectos da cultura do remix.

## Videojogos retro

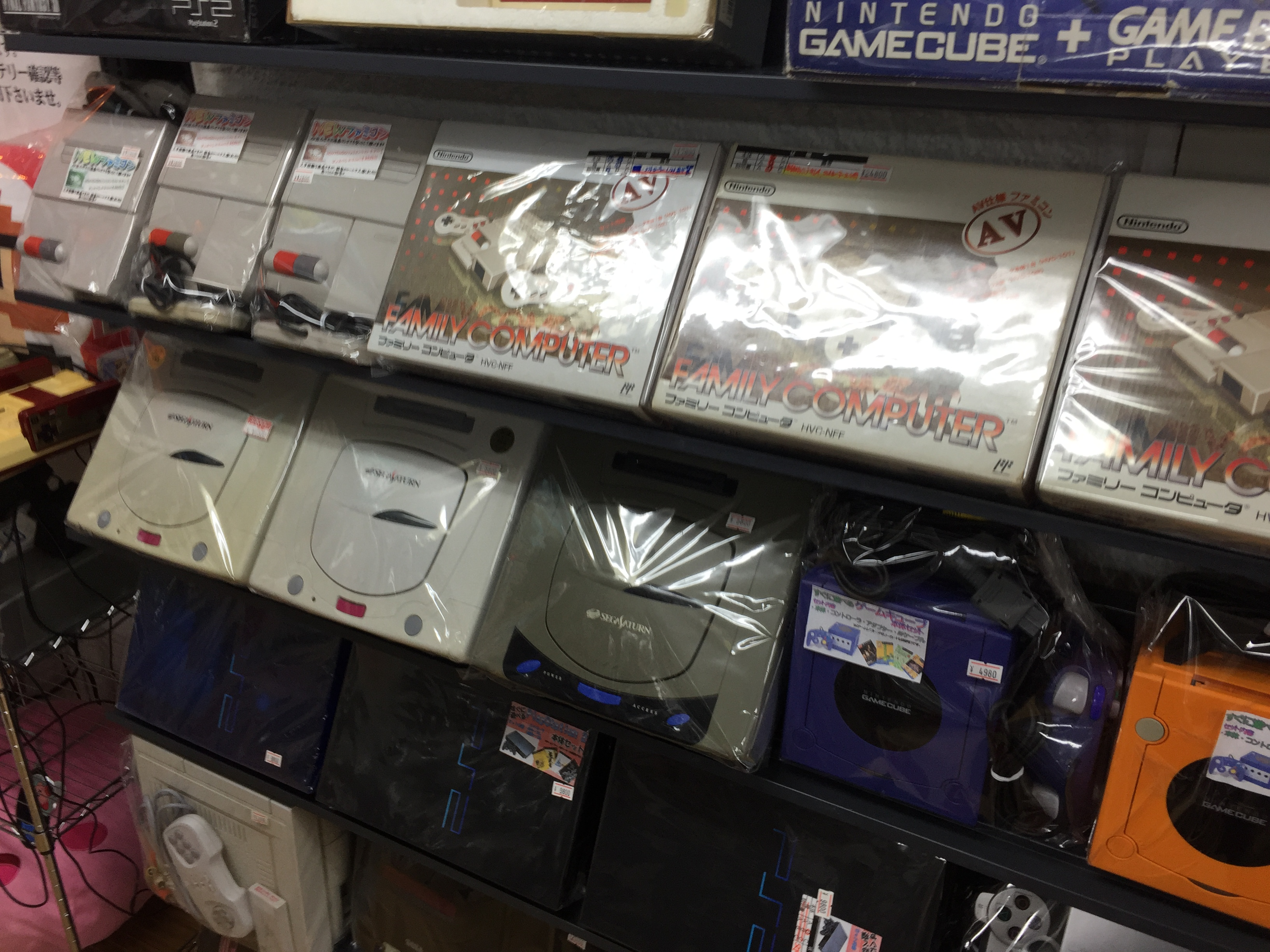
Consoles antigos à venda em uma loja retrogaming.

Entre os mais populares jogos retro estão os produzidos entre os anos 80 e 90, e incluem diversos sistemas destas épocas, tais como; Atari 2600, Nintendo Entertainment System, Sega Master System, Mega Drive, Super NES, Gameboy, PlayStation, ou Nintendo 64. Nos jogos de computador destacam-se os sistemas; Commodore 64, MSX, ZX Spectrum, Amstrad CPC, Commodore Amiga, NEC PC-88, PC-98, Sharp X1, Sharp X68000, FM-7 e MS-DOS.
Os Arcade games são igualmente populares, especialmente os jogos de algumas produtoras especificas - Konami, Sega, Atari, Taito, Williams Electronics, Namco, Nintendo, Technos, Capcom e SNK.
Os jogos nesta Era eram frequentemente atribuídos a programadores individuais, e muitos jogadores procuram títulos desenvolvidos por autores específicos. Tomohiro Nishikado, Shigeru Miyamoto,  Shigesato Itoi, Bill Williams, Eugene Jarvis, Dave Theurer, Nasir Gebelli, Yuji Naka, Jeff Minter, Yuji Horii, Yu Suzuki, Tony Crowther, Andrew Braybrook, Hideo Kojima, e Hironobu Sakaguchi, são alguns dos mais procurados.
Os jogos podem ser jogados no hardware original, via emulador, e em alguns casos, são escritas novas versões (as chamadas "retro remakes" ou "Demakes").

## Retro moderno
Com o aumento da nostalgia por jogos antigos e com o advento das compilações retro nas sextas e sétimas gerações de consolas, o retrogaming começou a ser um padrão também nos jogos modernos, definindo o seu próprio estilo.
Os jogos denominados por "retro modernos" impõem limitações nas paletes de cor, resolução e utilizam memória bem abaixo dos limites actuais do hardware. O objectivo é emular o aspecto do hardware mais antigo, podendo os jogos serem baseados num conceito geral de retro (como no caso do videojogo Cave Story), ou numa tentativa de imitar uma peça de hardware especifica (como no título La Mulana e a sua palete de cor baseada nas limitações gráficas do computador MSX).
Recentemente as grandes editoras começaram igualmente a abraçar o "retro moderno" através de diversos lançamentos, como Mega Man 9 (tentativa de emular o hardware NES), Retro Game Challenge (uma compilação de novos jogos baseados no hardware da NES), e a recompilação Sega Fantasy Zone II que usou o sistema de emulação System 16 a correr na PlayStation 2.
O termo "retrogaming moderno" também pode ser por vezes aplicado aos títulos inspirados em jogos antigos, mas com gráficos mais modernos. Tais como; Pac-Man: Championship Edition, Sonic Mania, Space Invaders Extreme, ou 3D Dot Game Heroes.

## Chiptunes
Devido a popularidade das composições antigas, uma subcultura de Retrogaming cresceu à volta do conceito "música de jogos electrónicos". Este reviver nostálgico foi acompanhado pelo desenvolvimento do movimento musical chamado chiptune.
As composições musicais conhecidas por "chiptunes", são caracterizados pela utilização dos chips de som originais de hardware antigo (normalmente, provenientes dos sistemas de 8 bits e 16 bits). Estas composições estão presentes em jogos modernos e são bastante populares na Demoscene.